# Virmojärvi
Virmojärvi är en sjö i kommunen Luumäki i landskapet Södra Karelen i Finland. Arean är 42 hektar och strandlinjen är 5,85 kilometer lång. Sjön  ingår i Kymmene älvs huvudavrinningsområde.   Den ligger omkring 44 kilometer väster om Villmanstrand och omkring 160 kilometer nordöst om Helsingfors. 
I sjön finns ön Siipasaari. Virmojärvi ligger nordöst om Matalajärvi. 